# Géza I d'Ungheria
Géza I d'Ungheria (Polonia, 1040 – Vác, 25 aprile 1077) fu re d'Ungheria, appartenente alla dinastia degli Arpadi, dal 1074 al 1077, anno della sua morte.
Primogenito di re Béla I, il suo nome di battesimo era Magnus. Grazie all'aiuto del vicino Sacro Romano Impero, il cugino di Géza Salomone acquisì la corona quando suo padre morì nel 1063, costringendo Géza a lasciare l'Ungheria. Quest'ultimo tornò con rinforzi che provenivano dalla Polonia e firmò un trattato con Salomone all'inizio del 1064. Ai sensi del trattato, Géza e suo fratello Ladislao riconosceva la legittimità del governo di Salomone ricevendo in cambio l'amministrazione del cosiddetto ducato, una sezione del regno vasta circa un terzo del territorio totale (Tercia pars regni).
Géza cooperò strettamente con Salomone per vari anni, ma la loro relazione divenne tesa dal 1071. Il sovrano invase il ducato nel febbraio 1074 e sconfisse Géza nel corso di una battaglia combattuta nella regione. Tuttavia, quest'ultimo riportò un successo decisivo nella battaglia di Mogyoród il 14 marzo 1074, grazie al quale fu in grado di assicurarsi il trono. Salomone preservò per diverso tempo il suo dominio nelle regioni di Moson e Presburgo (odierna Bratislava, in Slovacchia), dove fu costretto a rintanarsi dopo la disfatta. Come riferito dalle fonti medievali, Géza tentò di avviare dei negoziati di pace con il cugino detronizzato negli ultimi mesi della sua vita. I suoi figli erano ancora in giovane età quando morì, ragion per cui gli successe il fratello Ladislao.

## Biografia

### Primi anni (prima del 1064)
Géza era il figlio maggiore del futuro re Béla I d'Ungheria e di sua moglie Richeza (o Adelaide di Polonia), una figlia del re Miecislao II. La Chronica Picta narra che Géza e suo fratello Ladislao nacquero in Polonia, dove loro padre, che era stato bandito dall'Ungheria, si stabilì negli anni 1030. Géza nacque intorno al 1040 e, secondo gli storici Gyula Kristó e Ferenc Makk, dovette il nome allo zio di suo nonno Géza, Gran principe dei magiari. Il suo nome di battesimo era Magnus.

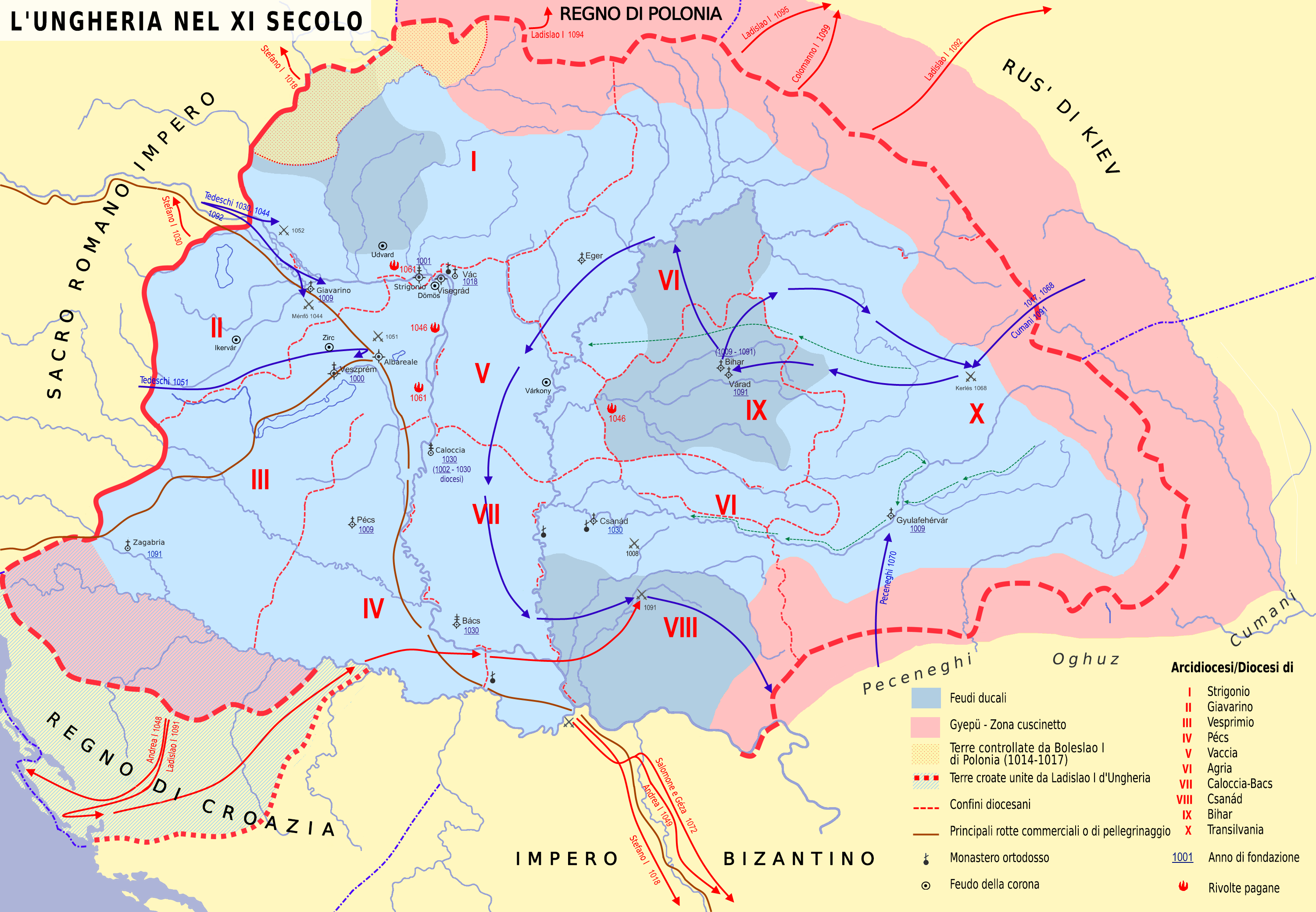
Il regno d'Ungheria nell'XI secolo

Intorno al 1048, il padre di Géza tornò in patria e ricevette un terzo del regno con il titolo di duca da suo fratello (Tercia pars regni), il re Andrea I. Pare che Géza fece ritorno in Ungheria in compagnia di suo padre. Non avendo avuto un figlio legittimo, Andrea dichiarò suo fratello Béla suo erede. Secondo il tradizionale principio in vigore fra i magiari dell'anzianità agnatizia, Béla preservò la sua pretesa di succedere a suo fratello anche dopo che la moglie di Andrea, Anastasia di Kiev, diede alla luce Salomone nel 1053. Tuttavia, il re fece comunque incoronare suo figlio nel 1057 o nel 1058, nella speranza di garantirgli l'accesso alla massima carica. La Chronica Picta narra che l'infante Salomone «fu unto re con il consenso del duca Bela e dei suoi figli Geysa e Ladislao»: si tratta del primo riferimento ad un atto pubblico a cui partecipò Géza. Tuttavia, secondo i contemporanei Annales Altahenses, Géza era assente all'incontro durante il quale Giuditta, la sorella del monarca tedesco Enrico IV, fu promessa in sposa al giovane Salomone nel 1058.
Géza accompagnò suo padre quando questi partì per la Polonia allo scopo di cercare assistenza contro il re Andrea. Il tentativo ebbe successo e fu possibile tornare in compagnia dei rinforzi polacchi nel 1060. Géza si rivelò uno dei consiglieri più influenti di suo padre. Lamperto di Hersfeld riferisce che Géza persuase suo padre a liberare il conte Guglielmo IV di Weimar, uno dei comandanti delle truppe tedesche che combatterono al fianco di Andrea e finito catturato dopo la battaglia del passo di Theben.
Il re morì durante la guerra civile; i suoi sostenitori portarono Salomone nel Sacro Romano Impero e il padre di Géza, Béla, fu incoronato sovrano il 6 dicembre 1060. Sebbene Géza rimase il principale consigliere di suo padre, re Béla non concesse il ducato che in passato amministrava a suo figlio. Secondo gli Annales Altahenses, Béla offrì persino Géza in ostaggio ai tedeschi quando fu informato che la corte tedesca aveva deciso, nell'agosto 1063, di invadere l'Ungheria per riportare al potere Salomone. Tuttavia, i teutonici rifiutarono l'offerta di Béla e la morte di quest'ultimo avvenne l'11 settembre 1063, ovvero alcuni giorni dopo l'ingresso delle truppe imperiali in Ungheria.
Dopo la morte di suo padre, Géza si offrì di accettare l'autorità di Salomone se avesse ricevuto la Tercia pars regni gestita da suo padre. Una simile offerta fu rifiutata, circostanza che costrinse lui e i suoi due fratelli Ladislao e Lamberto a lasciare l'Ungheria per raggiungere la Polonia. Il duca Boleslao II il Temerario fornì loro rinforzi e questi tornarono dopo che le truppe tedesche si ritirarono dall'Ungheria. I fratelli volevano evitare una nuova guerra civile e strinsero per questo un accordo con il re Salomone. Ai sensi del trattato, firmato a Giavarino il 20 gennaio 1064, Géza e i suoi fratelli accettarono di riconoscere la supremazia di Salomone e il re concesse loro il ducato del padre. Il re e i suoi cugini festeggiarono insieme la Pasqua nella cattedrale di Pécs, dove il duca Géza pose cerimoniosamente una corona sul capo di Salomone.
(Chronica Picta)

### Duca d'Ungheria (1064-1074)

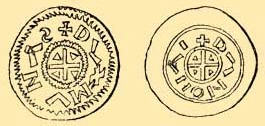
Ricostruzione delle monete coniate dal duca Géza

Secondo Ján Steinhübel e altri storici slovacchi, Géza preservò il solo controllo della regione di Nyitra (odierna Nitra, in Slovacchia) e concesse i territori orientali del ducato del padre, il cui centro principale era Bihar (oggi Biharia, in Romania), a suo fratello, Ladislao. Anche lo storico ungherese Gyula Kristó afferma che questa divisione dell'ex ducato di Béla appare «probabile». Gli studiosi Gyula Kristó e Ferenc Makk ipotizzano che Géza sposò una contessa tedesca di nome Sofia in questa fase storica. Géza vantava un diritto di conio nel suo ducato e i mezzi denari d'argento emessi all'epoca recavano le iscrizioni DUX MAGNUS ("Duca Magnus") e PANONAI ("Regno di Ungheria").
Il re e i suoi cugini collaborarono in maniera assidua nel periodo tra il 1064 e il 1071. Sia Salomone che Géza furono, nel 1065 o nel 1066, presenti alla consacrazione dell'Abbazia benedettina di Zselicszentjakab (nei dintorni di Kaposvár), fondata dal palatino Ottone della famiglia Győr, un sostenitore del re. Gli alleati invasero la Boemia nell'ambito di una campagna terminata con una vittoria dopo che i Cechi avevano saccheggiato la regione di Trencsén (l'attuale Trenčín, in Slovacchia) nel 1067. Durante l'anno successivo, delle tribù nomadi irruppero in Transilvania e imperversarono nella regione, ma Salomone e i suoi cugini li sbaragliarono a Kerlés (oggi Chiraleş, in Romania). Chi fossero realmente gli invasori resta incerto: gli Annales Posonienses e Simone di Kéza raccontano di combattenti peceneghi, mentre le cronache ungheresi del XIV secolo parlano di cumani e una cronaca russa parla sia di cumani sia di valacchi.
Il rapporto tra Géza e Salomone cominciò tuttavia a peggiorare nel corso dell'assedio della fortezza bizantina di Belgrado nel 1071. Il suo comandante, tale Niceta, cedette la fortezza al duca Géza anziché al re; secondo la Chronica Picta, ciò avvenne perché egli sapeva che Salomone «era un uomo duro e che per ogni cosa dava ascolto ai vili consigli del conte Vid, un uomo detestabile agli occhi di Dio e degli uomini».

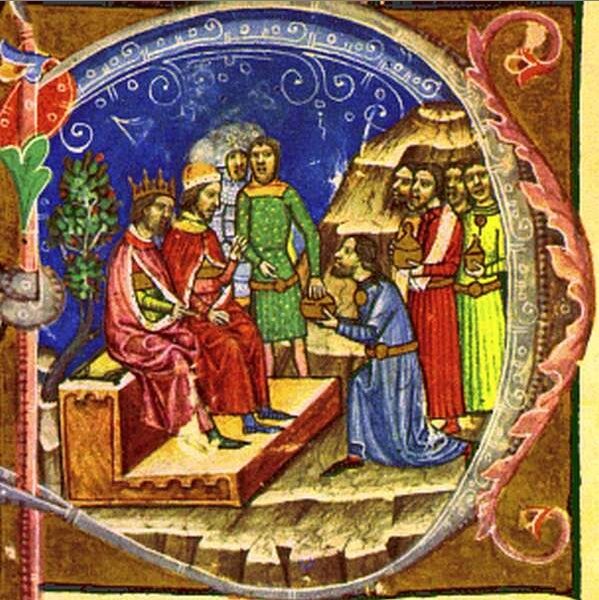
Salomone e Géza ricevono doni dalla gente del posto a Niš. Miniatura tratta dalla Chronica Picta

La divisione del bottino di guerra innescò un nuovo conflitto tra Salomone e suo cugino, in quanto il re concesse soltanto un quarto delle ricchezze al duca, che ne rivendicava la metà. In seguito, il duca negoziò con gli ambasciatori dell'imperatore bizantino e liberò tutti i prigionieri romei senza il consenso del sovrano. Le già evidenti increspature nei rapporti bilaterali si acuirono ulteriormente per via del conte Vid; stando alla Chronica Picta, questo nobile consigliere del re tendeva ad alimentare le tensioni tra il giovane monarca e i cugini per fini personali, affermando che, così come «due spade affilate non possono essere tenute nello stesso fodero», allo stesso modo il re e il duca «non possono regnare assieme nello stesso regno». I bizantini si reimpossessarono di Belgrado l'anno successivo, evento che spinse Salomone a decidere di invadere l'impero bizantino e a ordinare ai suoi cugini di accompagnarlo. Soltanto Géza si unì al re, mentre suo fratello Ladislao rimase con metà delle sue truppe nella regione del Nyírség. Salomone e Géza percorsero assieme la valle del fiume Grande Morava fino all'altezza di Niš. Lì la gente del posto offrì loro dei «ricchi doni d'oro e d'argento e dei preziosi mantelli», con Salomone che ricevette anche il prezioso braccio di San Procopio di Scitopoli.
Poco dopo i due condottieri, convinti di aver bisogno di rinforzi stranieri prima di attaccare gli ostili, conclusero una tregua la cui durata prevista era dall'11 novembre 1073 al 24 aprile 1074. Géza mandò i suoi fratelli in Polonia e nella Rus' di Kiev al fine di chiedere aiuto contro Salomone. In un incontro avvenuto durante l'Abbazia di Szekszárd, il conte Vid persuase il re a rompere la tregua per attaccare inaspettatamente Géza, intento a «cacciare nella foresta di Igfan», a est del fiume Tibisco. Sebbene l'abate del monastero fondato dal padre di Géza avvertì il duca dei piani del monarca, l'esercito della corona attraversò il fiume e mise in rotta le truppe di Géza nella battaglia di Kemej il 26 febbraio 1074.

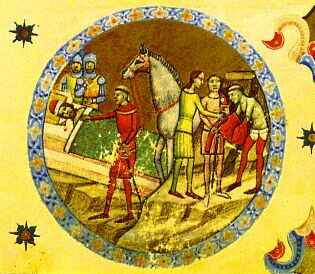
L'abate Villermus di Szekszárd a colloquio con il duca Géza. Miniatura tratta dalla Chronica Picta

Dal luogo dei combattimenti, Géza e il suo seguito si affrettarono verso Vác, dove incontrò suo fratello Ladislao e il loro cognato, il duca Ottone I di Olomouc. Quest'ultimo, accompagnato da rinforzi cechi, giunse in Ungheria affinché fosse possibile assistere Géza contro Salomone. Nella battaglia che ne seguì, combattuta a Mogyoród il 14 marzo 1074, stando alla Chronica Picta Géza «impartì ordini al troncone centrale, composto dalle truppe di Nitria». Durante gli scontri, Géza e Ladislao effettuarono dei mutamenti al loro solito stile di combattimento, con degli ordini impartiti in maniera inusuale che avevano lo scopo di confondere Salomone, il quale stava ipotizzando di attaccare frontalmente Géza. Géza e i suoi alleati conseguirono una vittoria decisiva e costrinsero il sovrano a fuggire dal campo di battaglia e a ritirarsi a Moson, situata sulla frontiera occidentale dell'Ungheria. Géza rafforzò Kapuvár, Babót, Székesfehérvár e costruì «altri castelli sicuri presidiati da guarnigioni composte dai più coraggiosi soldati», impossessandosi così di quasi tutto il regno.

### Regno (1074-1077)
Secondo la Chronica Picta, Géza accettò il trono «su insistenza degli ungheresi» dopo che Salomone si era rifugiato a Moson. Tuttavia, non venne incoronato perché i gioielli reali erano ancora in possesso del re detronizzato. Il monarca tedesco Enrico IV, cognato di Salomone, scagliò una spedizione contro l'Ungheria nella metà del 1074. I tedeschi marciarono fino a Vác, ma Géza applicò la tattica della terra bruciata e corruppe alcuni comandanti teutonici, i quali persuasero il monarca a ritirarsi dall'Ungheria.
(Chronica Picta)

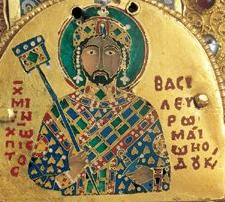
L'imperatore Michele VII Ducas raffigurato nella parte inferiore della Corona di Santo Stefano

All'inizio del 1074, Géza strinse dei contatti con papa Gregorio VII allo scopo di ottenere il riconoscimento internazionale del suo governo. Tuttavia, il pontefice desiderava approfittare del conflitto tra Salomone e Géza e tentò di persuadere entrambi a riconoscere la sovranità suprema della Santa Sede. Géza non obbedì ai dettami della curia romana e chiese una corona all'imperatore bizantino Michele VII Ducas. L'imperatore inviò a Géza un diadema in oro e smalto che recava l'iscrizione «Géza, leale re d'Ungheria» inciso su un tassello. Questa «splendida opera d'arte», come l'ha definita Kontler, confluì nella parte inferiore della Corona di Santo Stefano entro la fine del XII secolo. Géza fu incoronato sovrano con questo diadema all'inizio del 1075; nel medesimo anno, si proclamava «re per grazia di Dio unto degli ungheresi» nel documento relativo alla fondazione dell'Abbazia benedettina di Garamszentbenedek (odierna Hronský Beňadik, in Slovacchia).
Géza sposò una nipote di Niceforo Botaniate, Synadene, in quanto l'uomo era uno stretto consigliere dell'imperatore Michele VII. Tuttavia, Salomone controllava ancora Moson e Presburgo; le truppe reali, che erano sotto il comando del fratello di Géza, Ladislao, non riuscirono a espugnare la moderna Bratislava nel 1076. Secondo la Chronica Picta, Géza considerò l'ipotesi di rinunciare alla corona in favore di Salomone dalla fine dell'anno. Géza morì il 25 aprile 1077 e fu sepolto nella cattedrale di Vác, da lui eretta in onore della Santa Vergine; a subentragli risultò suo fratello Ladislao. Nell'agosto 2015, una tomba scoperta nel centro della cattedrale medievale è stata identificata come luogo di sepoltura di Géza da Zoltán Batizi, il direttore degli scavi.
(Chronica Picta)

## Discendenza

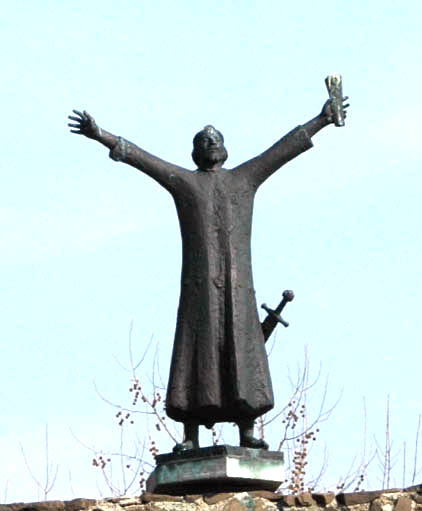
Géza I, statua sulle mura di Vác

Géza si sposò per due volte. I genitori e i parenti della sua prima moglie Sofia, con cui celebrò le nozze poco prima del 1070, restano avvolti nel mistero. Dopo la sua incoronazione nel 1075, contrasse il matrimonio con la sua seconda moglie Synadene, nipote del futuro imperatore bizantino Niceforo III.
Non è chiaro quale moglie abbia dato alla luce i figli di Géza, ma gli storici Gyula Kristó e Márta Font identificano in Sofia la loro madre. Kristó aggiunge che Géza ebbe almeno sei figli. Benché se ne conoscano i nomi di due soltanto, ovvero Colomanno e Álmos, la Chronica Picta afferma che Colomanno aveva dei fratelli che «morirono prima di lui». Sia Colomanno che Álmos nacquero verosimilmente intorno al 1070.
Il seguente albero genealogico riporta gli antenati di Géza e alcuni dei suoi parenti menzionati nell'articolo.
| una donna del clan Tátony | una donna del clan Tátony | una donna del clan Tátony | una donna del clan Tátony | una donna del clan Tátony | una donna del clan Tátony |  |  | Vazul                        | Vazul                        | Vazul                        | Vazul                        | Vazul                        | Vazul                        |        |        |                          |                          |                          |                          |                          |                          |      |      |                    |                    |                    |                    |                    |                    |           |           |           |           |  |  |            |            |            |            |            |            |  |  |          |          |          |          |          |          |  |  |
| una donna del clan Tátony | una donna del clan Tátony | una donna del clan Tátony | una donna del clan Tátony | una donna del clan Tátony | una donna del clan Tátony |  |  | Vazul                        | Vazul                        | Vazul                        | Vazul                        | Vazul                        | Vazul                        |        |        |                          |                          |                          |                          |                          |                          |      |      |                    |                    |                    |                    |                    |                    |           |           |           |           |  |  |            |            |            |            |            |            |  |  |          |          |          |          |          |          |  |  |
|                           |                           |                           |                           |                           |                           |  |  |                              |                              |                              |                              |                              |                              |        |        |                          |                          |                          |                          |                          |                          |      |      |                    |                    |                    |                    |                    |                    |           |           |           |           |  |  |            |            |            |            |            |            |  |  |          |          |          |          |          |          |  |  |
|                           |                           |                           |                           |                           |                           |  |  |                              |                              |                              |                              |                              |                              |        |        |                          |                          |                          |                          |                          |                          |      |      |                    |                    |                    |                    |                    |                    |           |           |           |           |  |  |            |            |            |            |            |            |  |  |          |          |          |          |          |          |  |  |
| Andrea I                  | Andrea I                  | Andrea I                  | Andrea I                  | Andrea I                  | Andrea I                  |  |  |                              |                              |                              |                              |                              |                              |        |        | Béla I                   | Béla I                   | Béla I                   | Béla I                   | Béla I                   | Béla I                   |      |      | Richeza o Adelaide | Richeza o Adelaide | Richeza o Adelaide | Richeza o Adelaide | Richeza o Adelaide | Richeza o Adelaide |           |           |           |           |  |  |            |            |            |            |            |            |  |  |          |          |          |          |          |          |  |  |
| Andrea I                  | Andrea I                  | Andrea I                  | Andrea I                  | Andrea I                  | Andrea I                  |  |  |                              |                              |                              |                              |                              |                              |        |        | Béla I                   | Béla I                   | Béla I                   | Béla I                   | Béla I                   | Béla I                   |      |      | Richeza o Adelaide | Richeza o Adelaide | Richeza o Adelaide | Richeza o Adelaide | Richeza o Adelaide | Richeza o Adelaide |           |           |           |           |  |  |            |            |            |            |            |            |  |  |          |          |          |          |          |          |  |  |
|                           |                           |                           |                           |                           |                           |  |  |                              |                              |                              |                              |                              |                              |        |        |                          |                          |                          |                          |                          |                          |      |      |                    |                    |                    |                    |                    |                    |           |           |           |           |  |  |            |            |            |            |            |            |  |  |          |          |          |          |          |          |  |  |
|                           |                           |                           |                           |                           |                           |  |  |                              |                              |                              |                              |                              |                              |        |        |                          |                          |                          |                          |                          |                          |      |      |                    |                    |                    |                    |                    |                    |           |           |           |           |  |  |            |            |            |            |            |            |  |  |          |          |          |          |          |          |  |  |
| Salomone                  | Salomone                  | Salomone                  | Salomone                  | Salomone                  | Salomone                  |  |  |                              |                              |                              |                              | Sofia*                       | Sofia*                       | Sofia* | Sofia* | Sofia*                   | Sofia*                   |                          |                          | Géza                     | Géza                     | Géza | Géza | Géza               | Géza               |                    |                    | Synadene*          | Synadene*          | Synadene* | Synadene* | Synadene* | Synadene* |  |  | Ladislao I | Ladislao I | Ladislao I | Ladislao I | Ladislao I | Ladislao I |  |  | Lamberto | Lamberto | Lamberto | Lamberto | Lamberto | Lamberto |  |  |
| Salomone                  | Salomone                  | Salomone                  | Salomone                  | Salomone                  | Salomone                  |  |  |                              |                              |                              |                              | Sofia*                       | Sofia*                       | Sofia* | Sofia* | Sofia*                   | Sofia*                   |                          |                          | Géza                     | Géza                     | Géza | Géza | Géza               | Géza               |                    |                    | Synadene*          | Synadene*          | Synadene* | Synadene* | Synadene* | Synadene* |  |  | Ladislao I | Ladislao I | Ladislao I | Ladislao I | Ladislao I | Ladislao I |  |  | Lamberto | Lamberto | Lamberto | Lamberto | Lamberto | Lamberto |  |  |
|                           |                           |                           |                           |                           |                           |  |  |                              |                              |                              |                              |                              |                              |        |        |                          |                          |                          |                          |                          |                          |      |      |                    |                    |                    |                    |                    |                    |           |           |           |           |  |  |            |            |            |            |            |            |  |  |          |          |          |          |          |          |  |  |
|                           |                           |                           |                           |                           |                           |  |  |                              |                              |                              |                              |                              |                              |        |        |                          |                          |                          |                          |                          |                          |      |      |                    |                    |                    |                    |                    |                    |           |           |           |           |  |  |            |            |            |            |            |            |  |  |          |          |          |          |          |          |  |  |
|                           |                           |                           |                           |                           |                           |  |  | Colomanno                    | Colomanno                    | Colomanno                    | Colomanno                    | Colomanno                    | Colomanno                    |        |        | Álmos                    | Álmos                    | Álmos                    | Álmos                    | Álmos                    | Álmos                    |      |      | 2–4 bambini**      | 2–4 bambini**      | 2–4 bambini**      | 2–4 bambini**      | 2–4 bambini**      | 2–4 bambini**      |           |           |           |           |  |  |            |            |            |            |            |            |  |  |          |          |          |          |          |          |  |  |
|                           |                           |                           |                           |                           |                           |  |  | Colomanno                    | Colomanno                    | Colomanno                    | Colomanno                    | Colomanno                    | Colomanno                    |        |        | Álmos                    | Álmos                    | Álmos                    | Álmos                    | Álmos                    | Álmos                    |      |      | 2–4 bambini**      | 2–4 bambini**      | 2–4 bambini**      | 2–4 bambini**      | 2–4 bambini**      | 2–4 bambini**      |           |           |           |           |  |  |            |            |            |            |            |            |  |  |          |          |          |          |          |          |  |  |
|                           |                           |                           |                           |                           |                           |  |  | Re d'Ungheria (fino al 1131) | Re d'Ungheria (fino al 1131) | Re d'Ungheria (fino al 1131) | Re d'Ungheria (fino al 1131) | Re d'Ungheria (fino al 1131) | Re d'Ungheria (fino al 1131) |        |        | Re d'Ungheria (dal 1131) | Re d'Ungheria (dal 1131) | Re d'Ungheria (dal 1131) | Re d'Ungheria (dal 1131) | Re d'Ungheria (dal 1131) | Re d'Ungheria (dal 1131) |      |      |                    |                    |                    |                    |                    |                    |           |           |           |           |  |  |            |            |            |            |            |            |  |  |          |          |          |          |          |          |  |  |

*Non è chiaro se la prima o la seconda moglie di Géza fosse la madre dei suoi figli.
**Géza ebbe almeno altri due discendenti, ma i loro nomi risultano sconosciuti.

## Ascendenza
|                         |                       |                        | Genitori                |  |  | Nonni |  |  | Bisnonni |  |  | Trisnonni          |  |
|                         |                       |                        |                         |  |  |       |  |  | Mihály   |  |  | Taksony d'Ungheria |  |
|                         |                       |                        |                         |  |  |       |  |  | Mihály   |  |  | Taksony d'Ungheria |  |
|                         |                       | …                      |                         |  |  |       |  |  | Mihály   |  |  |                    |  |
| Vazul                   |                       |                        |                         |  |  |       |  |  | Mihály   |  |  |                    |  |
|                         |                       | …                      | …                       |  |  |       |  |  |          |  |  |                    |  |
|                         |                       | …                      | …                       |  |  |       |  |  |          |  |  |                    |  |
|                         |                       | …                      | …                       |  |  |       |  |  |          |  |  |                    |  |
| Béla I d'Ungheria       |                       | …                      |                         |  |  |       |  |  |          |  |  |                    |  |
|                         |                       | …                      | …                       |  |  |       |  |  |          |  |  |                    |  |
|                         |                       | …                      | …                       |  |  |       |  |  |          |  |  |                    |  |
|                         |                       | …                      | …                       |  |  |       |  |  |          |  |  |                    |  |
| …                       |                       | …                      |                         |  |  |       |  |  |          |  |  |                    |  |
|                         |                       | …                      | …                       |  |  |       |  |  |          |  |  |                    |  |
|                         |                       | …                      | …                       |  |  |       |  |  |          |  |  |                    |  |
|                         |                       | …                      | …                       |  |  |       |  |  |          |  |  |                    |  |
| Géza I d'Ungheria       |                       | …                      |                         |  |  |       |  |  |          |  |  |                    |  |
|                         | Boleslao I di Polonia | Miecislao I di Polonia |                         |  |  |       |  |  |          |  |  |                    |  |
|                         | Boleslao I di Polonia | Miecislao I di Polonia |                         |  |  |       |  |  |          |  |  |                    |  |
|                         | Boleslao I di Polonia | Dubrawka               |                         |  |  |       |  |  |          |  |  |                    |  |
| Miecislao II di Polonia | Boleslao I di Polonia |                        |                         |  |  |       |  |  |          |  |  |                    |  |
|                         |                       | Enmilda                | Drobomir                |  |  |       |  |  |          |  |  |                    |  |
|                         |                       | Enmilda                | Drobomir                |  |  |       |  |  |          |  |  |                    |  |
|                         |                       | Enmilda                | …                       |  |  |       |  |  |          |  |  |                    |  |
| Richeza di Polonia      |                       | Enmilda                |                         |  |  |       |  |  |          |  |  |                    |  |
|                         |                       | Azzo di Lotaringia     | Ermanno I di Lotaringia |  |  |       |  |  |          |  |  |                    |  |
|                         |                       | Azzo di Lotaringia     | Ermanno I di Lotaringia |  |  |       |  |  |          |  |  |                    |  |
|                         |                       | Azzo di Lotaringia     | Eylwig di Dillingen     |  |  |       |  |  |          |  |  |                    |  |
| Richeza di Lotaringia   |                       | Azzo di Lotaringia     |                         |  |  |       |  |  |          |  |  |                    |  |
|                         |                       | Matilde di Germania    | Ottone II di Sassonia   |  |  |       |  |  |          |  |  |                    |  |
|                         |                       | Matilde di Germania    | Ottone II di Sassonia   |  |  |       |  |  |          |  |  |                    |  |
|                         |                       | Matilde di Germania    | Teofano                 |  |  |       |  |  |          |  |  |                    |  |
|                         |                       | Matilde di Germania    |                         |  |  |       |  |  |          |  |  |                    |  |

### Fonti primarie
- Dezső Dercsényi, Leslie S. Domonkos (a cura di), Chronica Picta, Corvina, Taplinger Publishing, 1970, ISBN 0-8008-4015-1.

### Fonti secondarie
- (EN) Július Bartl, Dušan Škvarna, Viliam Čičaj e Mária Kohútova, Slovak History: Chronology & Lexicon, Wauconda, Bolchazy-Carducci Publishers, 2002, ISBN 978-08-65-16444-4.
- (EN) Florin Curta, Southeastern Europe in the Middle Ages, 500-1250, Cambridge, Cambridge University Press, 2006, ISBN 978-0-511-81563-8.
- (EN) Pál Engel, The Realm of St Stephen: A History of Medieval Hungary, 895-1526, I.B. Tauris Publishers, 2001, ISBN 1-86064-061-3.
- (HU) Géza Érszegi e László Solymosi, Az Árpádok királysága, 1000-1301 [La monarchia degli Arpadi, 1000-1301], in Magyarország történeti kronológiája, I: a kezdetektől 1526-ig [Cronologia storica dell'Ungheria, I: dalle origini al 1526], Akadémiai Kiadó, 1981,  pp. 79-187, ISBN 963-05-2661-1.
- (EN) Márta Font, Koloman the Learned, King of Hungary, Szegedi Középkorász Műhely, 2001, ISBN 963-482-521-4.
- (EN) Gábor Klaniczay, Holy Rulers and Blessed Princes: Dynastic Cults in Medieval Central Europe, Cambridge University Press, ISBN 0-521-42018-0.
- (EN) László Kontler, Millennium in Central Europe: A History of Hungary, Atlantisz Publishing House, 1999, ISBN 963-9165-37-9.
- (EN) Z.J. Kosztolnyik, Five Eleventh Century Hungarian Kings: Their Policies and their Relations with Rome, Columbia University Press, 1981, ISBN 0-914710-73-7.
- (HU) Ferenc Makk, Géza I, in Gyula Kristó, Pál Engel e Ferenc Makk, Korai magyar történeti lexikon (9-14. század) [Enciclopedia dell'Antica Storia Ungherese (IX-XIV secolo)], Akadémiai Kiadó, 1994,  pp. 235-236, ISBN 963-05-6722-9.
- (HU) Gyula Kristó e Ferenc Makk, Az Árpád-ház uralkodói [Sovrani della casata degli Arpadi], I.P.C. Könyvek, 1996, ISBN 963-7930-97-3.
- (HU) Ferenc Makk e Gábor Thoroczkay, Írott források az 1050-1116 közötti magyar történelemről [Fonti scritte disponibili sulla storia ungherese tra il 1050 e il 1116], I.P.C. Könyvek, 2006, ISBN 978-963-482-794-8.
- (EN) Tadeusz Manteuffel, The Formation of the Polish State: The Period of Ducal Rule, 963-1194, traduzione di Andrew Gorski, Wayne State University Press, 1982, ISBN 0-8143-1682-4.
- (EN) András Róna-Tas, Hungarians and Europe in the Early Middle Ages: An Introduction to Early Hungarian History, CEU Press, 1999, ISBN 978-963-9116-48-1.
- (EN) Ján Steinhübel, The Duchy of Nitra, in Slovakia in History, Cambridge University Press, 2011,  pp. 15-29, ISBN 978-0-521-80253-6.
- (EN) Paul Stephenson, Byzantium's Balkan Frontier: A Political Study of the Northern Balkans, 900-1204, Cambridge University Press, 2000, ISBN 978-0-521-02756-4.
- (EN) Warren Treadgold, A History of the Byzantine State and Society, Stanford, Stanford University Press, ISBN 0-8047-2630-2.